# 샤를로테 폰 프로이센 왕녀
샤를로테 폰 프로이센 왕녀(Princess Charlotte of Prussia, 1860년 7월 24일 ~ 1919년 10월 1일)는 1914년부터 1918년까지 작센마이닝겐 공비였으며 공국의 마지막 통치자였던 베른하르트 3세의 아내였다. 포츠담의 노이에스 팔레에서 태어난 그녀는 1861년 프로이센 왕가의 일원이자 1888년 독일 황제가 된 프리드리히 3세의 둘째 자녀이자 장녀였다. 어머니 프린세스 로열 빅토리아를 통해 샬롯은 영국 빅토리아 여왕과 앨버트 공의 장녀가 되었다.